# GNU Core Utilities

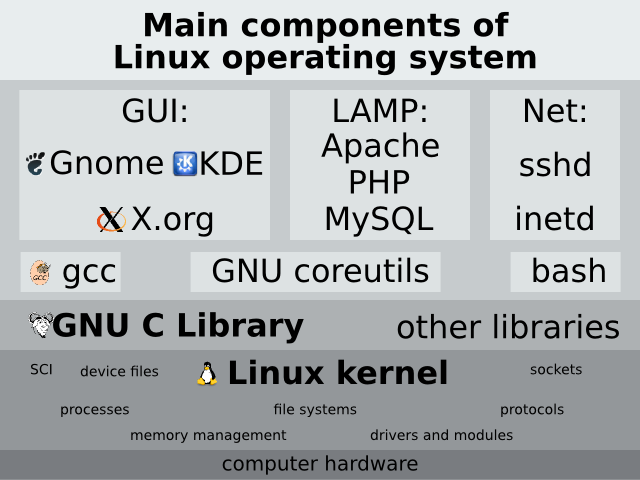
Esempio di componenti di un sistema operativo GNU/Linux

GNU Core Utilities è una collezione di programmi per la manipolazione di file e di testo attraverso interfaccia a riga di comando.
Il pacchetto è chiamato coreutils.

## Storia
Prima del 2003 il pacchetto era precedentemente diviso in tre parti: fileutils, shellutils e textutils.

## Comandi
Il pacchetto coreutils fornisce diversi comandi comuni in Unix e nei sistemi Unix-like: cat, chgrp, chmod, chown, chroot, cksum, cp, cut, dd, df, du, echo, env, head, join, ln, ls, mkdir, mknod, mv, nice, nohup, pwd, rm, rmdir, shred, sleep, sort, split, stat, tail, tee, touch, uname, uniq, wc e whoami.